# Z-Ordnung
Z-Ordnung (englisch Z-order, auch Z-Reihenfolge) ist die Ordnung überlappender zweidimensionaler Objekte, wie Fenstern in grafischen Benutzeroberflächen oder Formen in Vektorgrafikprogrammen. Eine der Eigenschaften typischer Benutzeroberflächen ist, dass Fenster einander überlappen können. Die Z-Ordnung legt dann fest, welches über dem anderen erscheint.

## Definition
Der Begriff „Z-Ordnung“ bezieht sich auf die Reihenfolge von Objekten entlang der Z-Achse. In der analytischen Geometrie bezieht sich „X“ üblicherweise auf die waagerechte Achse („links oder rechts“), „Y“ auf die senkrechte Achse („unten oder oben“) und Z auf die lotrecht auf den anderen beiden stehende Achse („vorne oder hinten“). Die Fenster einer Benutzeroberfläche lassen sich als eine Reihe von Flächen vorstellen, die parallel zur Oberfläche des Bildschirms liegen. Die Fenster sind dann entlang der Z-Achse gestapelt und die Z-Ordnung legt die Sortierung der Fenster von vorne nach hinten fest.

## Verwendung
Dreidimensionale Objekte können im Allgemeinen nicht auf diese Art sortiert werden. Beispielsweise ist es möglich, drei Bleistifte so auf einem Tisch anzuordnen, dass die Spitze jedes Stiftes auf dem hinteren Ende eines anderen Stiftes liegt. Keiner der Stifte ist dann über den anderen, weil sie einander alle überlappen. Dies kann mit Fenstern in einer Benutzeroberfläche nicht passieren, weil jedes Fenster parallel zum Bildschirm ist und somit alle seine Punkte die gleiche Tiefe haben. Die Fenster können also in einer definierten Reihenfolge gestapelt werden.
Üblicherweise können Benutzer einer grafischen Benutzeroberfläche die Z-Ordnung dadurch beeinflussen, dass sie ein Fenster auswählen um es in den Vordergrund zu bringen (also „über“ oder „vor“ alle anderen Fenster). Einige Fenstermanager erlauben auch eine Wechselwirkung mit Fenstern die nicht im Vordergrund sind, während andere ein Fenster immer in den Vordergrund bringen, wenn es eine Benutzereingabe empfängt. Spezielle Fenster können als „immer oben“ markiert werden. Diese sind dann an der Spitze der Z-Ordnung befestigt, sodass (mit wenigen Ausnahmen) kein anderes Fenster sie überlagern kann.
Bei der Bearbeitung sichtbarer Objekte auf einem Computerbildschirm würde ein Objekt mit einer Z-Ordnung von 1 unterhalb eines Objekts mit einer Z-Ordnung von 2 oder mehr liegen. Dies entspricht dem Erzeugen von Schichten von Objekten, wobei die Z-Ordnung festlegt, welches Objekt über einem anderen liegt. Eine HTML-Seite kann die CSS-Eigenschaft „z-index“ im Div-Element verwenden, um die Z-Ordnung festzulegen, sodass Objekte über andere gelegt werden können.